# Bukit Kratai
Bukit Kratai is een bestuurslaag in het regentschap Kampar van de provincie Riau, Indonesië. Bukit Kratai telt 1498 inwoners (volkstelling 2010).